# كازو كيتاجاوا
كازو كيتاجاوا هو مستشار ضريبي ‏ ومحامي وسياسي ياباني، ولد في 2 مارس 1953 في أوساكا في اليابان. حزبياً، نشط في حزب كوميتو الجديد وحزب الآفاق الجديدة. في الانتخابات العامة اليابانية 2017، انتخب عضو مجلس النواب من اليابان عن دائرة Osaka 16th district ‏ وقد انضم خلال فترته النيابية ‏ (22 أكتوبر 2017 – )  للكتلة البرلمانية حزب كوميتو الجديد وانتخب عضو مجلس النواب من اليابان عن دائرة Osaka 16th district ‏ وقد انضم خلال فترته النيابية ‏  للكتلة البرلمانية حزب كوميتو الجديد.

## وصلات خارجية
- الموقع الرسمي